# Leporinus britskii
Leporinus britskii é uma espécie de peixe da família Anostomidae. É encontrada no Rio Tapajós e no Rio Jari, no Brasil.
Leporinus britskii atinge um comprimento padrão de 10 cm.
Foi nomeado em homenagem a Heraldo A. Britski, da Universidade de São Paulo, por sua contribuição ao conhecimento dos peixes Neotropicais, e especialmente por sua participação na compreensão da taxonomia do gênero Leporinus.